# Souk El Trouk (Tunis)
Pour les articles homonymes, voir Souk El Trouk.

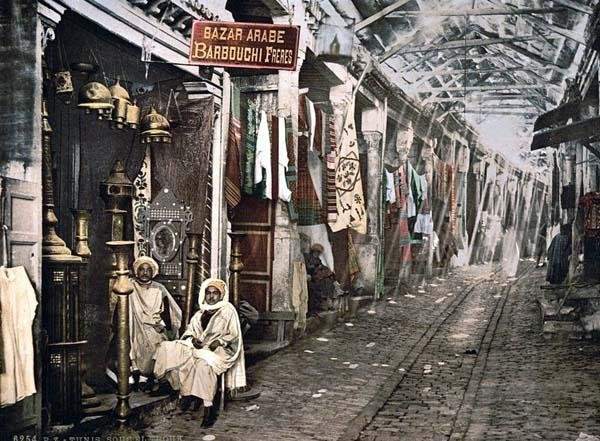
Photochrome du souk El Trouk en 1899

Le souk El Trouk (arabe : سوق الترك) est l'un des souks de la médina de Tunis. Il est spécialisé dans la vente de vêtements et de broderies.

## Histoire
Le souk El Trouk est fondé au début du XVIIe siècle par Youssef Dey afin de satisfaire les goûts de la communauté turque de l'Ifriqiya. Dans un premier temps, il est réservé aux tailleurs et brodeurs de costumes turcs dont le caftan est la pièce maîtresse. Ils sont les fournisseurs de la milice turque de Tunis mais aussi des dignitaires du régime beylical.

## Localisation
Le souk est situé à l'intersection de la rue Sidi Ben Arous et de la rue Tourbet El Bey, près de la mosquée Youssef Dey.